# Llista d'asteroides/121101–121200
| Nom                   | Designació provisional | Data de descobriment | Lloc de descobriment | Descobridor/s                    |
| --------------------- | ---------------------- | -------------------- | -------------------- | -------------------------------- |
| 121101 -              | 1999 FA63              | 22 de març, 1999     | Anderson Mesa        | LONEOS                           |
| 121102 -              | 1999 FE63              | 20 de març, 1999     | Anderson Mesa        | LONEOS                           |
| 121103 Ericneilsen    | 1999 FX73              | 20 de març, 1999     | Apache Point         | SDSS                             |
| 121104 -              | 1999 GQ                | 5 d'abril, 1999      | Višnjan Observatory  | K. Korlević                      |
| 121105 -              | 1999 GL1               | 7 d'abril, 1999      | Oizumi               | T. Kobayashi                     |
| 121106 -              | 1999 GW1               | 6 d'abril, 1999      | Kitt Peak            | Spacewatch                       |
| 121107 -              | 1999 GF5               | 3 d'abril, 1999      | Xinglong             | BAO Schmidt CCD Asteroid Program |
| 121108 -              | 1999 GA7               | 15 d'abril, 1999     | Socorro              | LINEAR                           |
| 121109 -              | 1999 GV7               | 9 d'abril, 1999      | Anderson Mesa        | LONEOS                           |
| 121110 -              | 1999 GO12              | 12 d'abril, 1999     | Kitt Peak            | Spacewatch                       |
| 121111 -              | 1999 GD16              | 9 d'abril, 1999      | Socorro              | LINEAR                           |
| 121112 -              | 1999 GG25              | 6 d'abril, 1999      | Socorro              | LINEAR                           |
| 121113 -              | 1999 GM25              | 6 d'abril, 1999      | Socorro              | LINEAR                           |
| 121114 -              | 1999 GD28              | 7 d'abril, 1999      | Socorro              | LINEAR                           |
| 121115 -              | 1999 GO31              | 7 d'abril, 1999      | Socorro              | LINEAR                           |
| 121116 -              | 1999 GH42              | 12 d'abril, 1999     | Socorro              | LINEAR                           |
| 121117 -              | 1999 GE56              | 9 d'abril, 1999      | Kitt Peak            | Spacewatch                       |
| 121118 -              | 1999 GK58              | 7 d'abril, 1999      | Socorro              | LINEAR                           |
| 121119 -              | 1999 GZ58              | 12 d'abril, 1999     | Socorro              | LINEAR                           |
| 121120 -              | 1999 GQ59              | 12 d'abril, 1999     | Socorro              | LINEAR                           |
| 121121 Koyoharugotoge | 1999 HJ3               | 19 d'abril, 1999     | Goodricke-Pigott     | R. A. Tucker                     |
| 121122 -              | 1999 HW3               | 21 d'abril, 1999     | Woomera              | F. B. Zoltowski                  |
| 121123 -              | 1999 HK4               | 16 d'abril, 1999     | Kitt Peak            | Spacewatch                       |
| 121124 -              | 1999 HZ8               | 17 d'abril, 1999     | Socorro              | LINEAR                           |
| 121125 -              | 1999 HW9               | 17 d'abril, 1999     | Socorro              | LINEAR                           |
| 121126 -              | 1999 JO2               | 8 de maig, 1999      | Catalina             | CSS                              |
| 121127 -              | 1999 JF3               | 8 de maig, 1999      | Reedy Creek          | J. Broughton                     |
| 121128 -              | 1999 JO3               | 6 de maig, 1999      | Socorro              | LINEAR                           |
| 121129 -              | 1999 JV4               | 10 de maig, 1999     | Socorro              | LINEAR                           |
| 121130 -              | 1999 JB5               | 10 de maig, 1999     | Socorro              | LINEAR                           |
| 121131 -              | 1999 JE9               | 7 de maig, 1999      | Catalina             | CSS                              |
| 121132 Garydavis      | 1999 JB10              | 8 de maig, 1999      | Catalina             | CSS                              |
| 121133 Kenflurchick   | 1999 JN14              | 15 de maig, 1999     | Goodricke-Pigott     | R. A. Tucker                     |
| 121134 -              | 1999 JT16              | 15 de maig, 1999     | Kitt Peak            | Spacewatch                       |
| 121135 -              | 1999 JJ26              | 10 de maig, 1999     | Socorro              | LINEAR                           |
| 121136 -              | 1999 JJ27              | 10 de maig, 1999     | Socorro              | LINEAR                           |
| 121137 -              | 1999 JV32              | 10 de maig, 1999     | Socorro              | LINEAR                           |
| 121138 -              | 1999 JB33              | 10 de maig, 1999     | Socorro              | LINEAR                           |
| 121139 -              | 1999 JF34              | 10 de maig, 1999     | Socorro              | LINEAR                           |
| 121140 -              | 1999 JZ39              | 10 de maig, 1999     | Socorro              | LINEAR                           |
| 121141 -              | 1999 JE40              | 10 de maig, 1999     | Socorro              | LINEAR                           |
| 121142 -              | 1999 JQ40              | 10 de maig, 1999     | Socorro              | LINEAR                           |
| 121143 -              | 1999 JX44              | 10 de maig, 1999     | Socorro              | LINEAR                           |
| 121144 -              | 1999 JP45              | 10 de maig, 1999     | Socorro              | LINEAR                           |
| 121145 -              | 1999 JT59              | 10 de maig, 1999     | Socorro              | LINEAR                           |
| 121146 -              | 1999 JT67              | 12 de maig, 1999     | Socorro              | LINEAR                           |
| 121147 -              | 1999 JK69              | 12 de maig, 1999     | Socorro              | LINEAR                           |
| 121148 -              | 1999 JC71              | 12 de maig, 1999     | Socorro              | LINEAR                           |
| 121149 -              | 1999 JQ72              | 12 de maig, 1999     | Socorro              | LINEAR                           |
| 121150 -              | 1999 JV72              | 12 de maig, 1999     | Socorro              | LINEAR                           |
| 121151 -              | 1999 JH74              | 12 de maig, 1999     | Socorro              | LINEAR                           |
| 121152 -              | 1999 JU82              | 12 de maig, 1999     | Socorro              | LINEAR                           |
| 121153 -              | 1999 JQ88              | 14 de maig, 1999     | Socorro              | LINEAR                           |
| 121154 -              | 1999 JU90              | 12 de maig, 1999     | Socorro              | LINEAR                           |
| 121155 -              | 1999 JH95              | 12 de maig, 1999     | Socorro              | LINEAR                           |
| 121156 -              | 1999 JJ96              | 12 de maig, 1999     | Socorro              | LINEAR                           |
| 121157 -              | 1999 JT97              | 12 de maig, 1999     | Socorro              | LINEAR                           |
| 121158 -              | 1999 JH98              | 12 de maig, 1999     | Socorro              | LINEAR                           |
| 121159 -              | 1999 JJ100             | 12 de maig, 1999     | Socorro              | LINEAR                           |
| 121160 -              | 1999 JL102             | 13 de maig, 1999     | Socorro              | LINEAR                           |
| 121161 -              | 1999 JG111             | 13 de maig, 1999     | Socorro              | LINEAR                           |
| 121162 -              | 1999 JY113             | 13 de maig, 1999     | Socorro              | LINEAR                           |
| 121163 -              | 1999 JM118             | 13 de maig, 1999     | Socorro              | LINEAR                           |
| 121164 -              | 1999 JO118             | 13 de maig, 1999     | Socorro              | LINEAR                           |
| 121165 -              | 1999 JU120             | 13 de maig, 1999     | Socorro              | LINEAR                           |
| 121166 -              | 1999 JC125             | 10 de maig, 1999     | Socorro              | LINEAR                           |
| 121167 -              | 1999 JE135             | 12 de maig, 1999     | Socorro              | LINEAR                           |
| 121168 -              | 1999 KS1               | 16 de maig, 1999     | Kitt Peak            | Spacewatch                       |
| 121169 -              | 1999 KA2               | 16 de maig, 1999     | Kitt Peak            | Spacewatch                       |
| 121170 -              | 1999 KG7               | 17 de maig, 1999     | Socorro              | LINEAR                           |
| 121171 -              | 1999 KE9               | 18 de maig, 1999     | Socorro              | LINEAR                           |
| 121172 -              | 1999 KZ11              | 18 de maig, 1999     | Socorro              | LINEAR                           |
| 121173 -              | 1999 KE13              | 18 de maig, 1999     | Socorro              | LINEAR                           |
| 121174 -              | 1999 KK14              | 18 de maig, 1999     | Socorro              | LINEAR                           |
| 121175 -              | 1999 KU15              | 18 de maig, 1999     | Socorro              | LINEAR                           |
| 121176 -              | 1999 LH5               | 11 de juny, 1999     | Socorro              | LINEAR                           |
| 121177 -              | 1999 LV6               | 7 de juny, 1999      | Kitt Peak            | Spacewatch                       |
| 121178 -              | 1999 LS8               | 8 de juny, 1999      | Socorro              | LINEAR                           |
| 121179 -              | 1999 LX14              | 10 de juny, 1999     | Socorro              | LINEAR                           |
| 121180 -              | 1999 LX15              | 12 de juny, 1999     | Socorro              | LINEAR                           |
| 121181 -              | 1999 LC25              | 9 de juny, 1999      | Socorro              | LINEAR                           |
| 121182 -              | 1999 LQ31              | 11 de juny, 1999     | Kitt Peak            | Spacewatch                       |
| 121183 -              | 1999 LT36              | 7 de juny, 1999      | Anderson Mesa        | LONEOS                           |
| 121184 -              | 1999 NH                | 5 de juliol, 1999    | Farpoint             | G. Bell, G. Hug                  |
| 121185 -              | 1999 NP                | 7 de juliol, 1999    | Reedy Creek          | J. Broughton                     |
| 121186 -              | 1999 NR1               | 12 de juliol, 1999   | Socorro              | LINEAR                           |
| 121187 -              | 1999 NJ13              | 14 de juliol, 1999   | Socorro              | LINEAR                           |
| 121188 -              | 1999 NR17              | 14 de juliol, 1999   | Socorro              | LINEAR                           |
| 121189 -              | 1999 NE19              | 14 de juliol, 1999   | Socorro              | LINEAR                           |
| 121190 -              | 1999 NP19              | 14 de juliol, 1999   | Socorro              | LINEAR                           |
| 121191 -              | 1999 NT19              | 14 de juliol, 1999   | Socorro              | LINEAR                           |
| 121192 -              | 1999 NC22              | 14 de juliol, 1999   | Socorro              | LINEAR                           |
| 121193 -              | 1999 NK22              | 14 de juliol, 1999   | Socorro              | LINEAR                           |
| 121194 -              | 1999 NQ26              | 14 de juliol, 1999   | Socorro              | LINEAR                           |
| 121195 -              | 1999 NY29              | 14 de juliol, 1999   | Socorro              | LINEAR                           |
| 121196 -              | 1999 NY31              | 14 de juliol, 1999   | Socorro              | LINEAR                           |
| 121197 -              | 1999 NB33              | 14 de juliol, 1999   | Socorro              | LINEAR                           |
| 121198 -              | 1999 NB35              | 14 de juliol, 1999   | Socorro              | LINEAR                           |
| 121199 -              | 1999 NC38              | 14 de juliol, 1999   | Socorro              | LINEAR                           |
| 121200 -              | 1999 NK38              | 14 de juliol, 1999   | Socorro              | LINEAR                           |